# Funció identitat
En matemàtiques, una funció identitat, anomenada també aplicació identitat o transformació identitat, és una funció que sempre retorna el mateix valor que s'ha fet servir com a argument. En altres paraules, la funció identitat és la funció f(x) = x.

## Definició
Formalment, si M és un conjunt, la funció identitat f de M es defineix com aquella funció amb domini i codomini M que satisfà
f(x) = x    per a tots els elements x de M.
La funció identitat f de M sovint es denota per idM o 1M.

## Propietat algebraica
Si f : M → N és qualsevol funció, llavors es té f ∘ idM = f = idN ∘ f (on "∘" denota la composició de funcions). En particular, idM és l'element identitat dels monoides de totes les funcions de M en M.
Com que l'element identitat d'un monoide és únic, es pot definir de forma alternativa la funció identitat de M com la que és aquest element identitat. Aquesta definició generalitza el concepte d'un morfisme identitat en teoria de categories, on els endomorfismes de M no cal que siguin funcions.

## Exemples
- La funció identitat és un operador lineal, quan s'aplica a espais vectorials.
- La funció identitat en el conjunt dels nombres enters positius és una funció totalment multiplicativa (essencialment multiplicació per 1), estudiada en teoria de nombres.
- En un espai vectorial de dimensió n la funció identitat es representa per la matriu identitat In, independentment de la base.
- En un espai mètric la identitat és de forma trivial una isometria. Un objecte sense cap simetria té com a grup simètric el grup trivial que només conté aquesta isometria (simetria tipus C1).